# تم گابان (تپه گاوان)
تم گابان (تپه گاوان) مربوط به هزاره اول قبل از میلاد است و در شهرستان جیرفت، روستای بابان واقع شده و این اثر در تاریخ ۱ فروردین ۱۳۴۵ با شمارهٔ ثبت ۵۰۶ به‌عنوان یکی از آثار ملی ایران به ثبت رسیده است.